# Katerine Duska

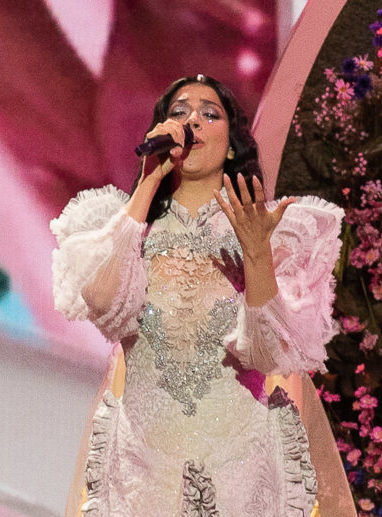
Katerine Duska (2019)

Katerine Duska (griechisch Κατερίνα Ντούσκα; * 6. November 1989 in Montreal) ist eine kanadisch-griechische Sängerin. 
Duska ist in Montreal aufgewachsen, lebt jedoch jetzt in Athen. Ihr Debütalbum aus dem Jahr 2015 Embodiment wurde von den Kritikern gelobt. Die Single-Auskopplung Fire Away wurde durch die Verwendung in einem Werbespot von Nescafé Canada bekannt. Sie vertrat Griechenland beim Eurovision Song Contest 2019 in Tel Aviv und erreichte mit ihrem Song Better Love den 21. Platz.

## Diskografie

### Alben
- 2015: Embodiment

### EPs
- 2017: Embodiment Revisits

### Singles
- 2014: One in a Million
- 2015: Won’t Leave
- 2019: Better Love
- 2020: Anemos (mit Leon of Athens)
- 2020: Sanctuary